# PA-RISC
PA-RISC — микропроцессорная архитектура, разработанная в компании Hewlett-Packard под руководством Руби Б. Ли. Как следует из названия, это RISC-архитектура; PA означает Precision Architecture (рус. точная архитектура). Иногда эта архитектура называется HP/PA (Hewlett Packard Precision Architecture).
Архитектура была представлена 26 февраля 1986 года, когда были выпущены первые модели HP 3000 Series 930 и HP 9000 Model 840 оснащённые первой реализацией архитектуры — TS1.
HP прекратила продажи машин HP 9000, основанных на PA-RISC, в конце 2008 года. Поддержка серверов на процессорах PA-RISC была до 2013 года. Предполагается, что новые машины, основанные на Itanium, смогут заменить PA-RISC.

## История
В конце 1980-х годов компания Hewlett-Packard производила четыре серии компьютеров, все из которых были основаны на CISC-процессорах. Серия Vectra, запущенная в 1986 году и основанная на процессорах Intel 80286 была совместимой с IBM-PC. Все остальные серии были основаны на не-интеловских процессорах.
Одной из них была серия рабочих станций HP Series 300 основанных на процессоре Motorola 68000 (в 1990 году появилась ещё одна серия, основанная на 68000, новая линейка рабочих станций HP Apollo Series 400, которую компания получила вместе с приобретённой компанией Apollo Computer в 1989 году), другая линейка рабочих станций Series 200, основанная на специализированной микросхеме кремний на сапфире, 16-битная серия HP 3000 и, наконец, серия мини-компьютеров HP 9000 Series 500, основанная на собственном процессоре FOCUS (16- и 32-битном).
С помощью PA-RISC HP планировала перевести все свои PC-несовместимые машины на единое семейство RISC-процессоров.
Первые микропроцессоры PA-RISC были 32-битными. Вначале они использовались в машинах серии HP 3000 в конце 1980-х — системы 930 и 950, известные в своё время как системы Spectrum, это имя было им дано разработчиками. Эти машины работали под управлением операционной системы MPE/iX. Вскоре и машины HP 9000 тоже получили процессор PA-RISC, на них работала версия UNIX HP-UX.
Другими операционными системами, портированными на PA-RISC, стали Linux, OpenBSD, NetBSD и NEXTSTEP.
Интересным аспектом линейки процессоров на основе PA-RISC является то, что большинство из них не имеет кеша 2-го уровня. Вместо этого используется кеш 1-го уровня большого объёма. Только PA-7100LC и PA-7300LC имели кеш 2-го уровня. Другой инновацией PA-RISC стало введение векторных инструкций (SIMD) в форме MAX (Multimedia Acceleration eXtensions), впервые появившихся в PA-7100LC.

## Спецификации микропроцессоров PA-RISC
| Модель   | Название   | Год  | Частота (МГц) | Шина памяти [МБ/с] | Технология [мкм] | Кол-во транзисторов [млн] | Площадь [мм²] | Энергопотребление [Вт] | Кеш данных [КБ] | Кеш инструкция [КБ] | Кеш 2-го уровня [МБ] | Версия ISA |
| -------- | ---------- | ---- | ------------- | ------------------ | ---------------- | ------------------------- | ------------- | ---------------------- | --------------- | ------------------- | -------------------- | ---------- |
| PCX-S    | PA-7000    | 1991 | 66            | ?                  | 1,0              | 0,58                      | 201,6         | ?                      | 256             | 256                 | —                    | 1.1a       |
| PCX-T    | PA-7100    | 1992 | 33—100        | ?                  | 0,8              | 0,85                      | 196           | ?                      | 2048            | 1024                | —                    | 1.1b       |
| PCX-T    | PA-7150    | 1994 | 125           | ?                  | 0,8              | 0,85                      | 196           | ?                      | 2048            | 1024                | —                    | 1.1b       |
| PCX-T'   | PA-7200    | 1994 | 120           | 960                | 0,55             | 1,26                      | 210           | 30                     | 1024            | 2048                | —                    | 1.1c       |
| PCX-L    | PA-7100LC  | 1994 | 60—100        | ?                  | 0,75             | 0,9                       | 201,6         | 7—11                   | —               | 1                   | 2                    | 1.1d       |
| PCX-L2   | PA-7300LC  | 1996 | 132—180       | ?                  | 0,5              | 9,2                       | 260,1         | ?                      | 64              | 64                  | 0—8                  | 1.1e       |
| PCX-U    | PA-8000    | 1996 | 160—180       | 960                | 0,5              | 3,8                       | 337,68        | ?                      | 1024            | 1024                | —                    | 2.0        |
| PCX-U+   | PA-8200    | 1997 | 200—240       | 960                | 0,5              | 3,8                       | 337,68        | ?                      | 2048            | 2048                | —                    | 2.0        |
| PCX-W    | PA-8500    | 1998 | 300—440       | 1920               | 0,25             | 140                       | 467           | ?                      | 1024            | 512                 | —                    | 2.0        |
| PCX-W+   | PA-8600    | 2000 | 480—552       | 1920               | 0,25             | 140                       | 467           | ?                      | 1024            | 512                 | —                    | 2.0        |
| PCX-W2   | PA-8700(+) | 2001 | 625—875       | 1920               | 0,18             | 186                       | 304           | <7,1@1,5 В             | 1536            | 768                 | —                    | 2.0        |
| Mako     | PA-8800    | 2003 | 800—1000      | 6400               | 0,13             | 300                       | 361           | ?                      | 768/core        | 768/core            | 32                   | 2.0        |
| Shortfin | PA-8900    | 2005 | 800—1100      | 6400               | 0,13             | ?                         | ?             | ?                      | 768/core        | 768/core            | 64                   | 2.0        |